# Die Aeroplane in Brescia

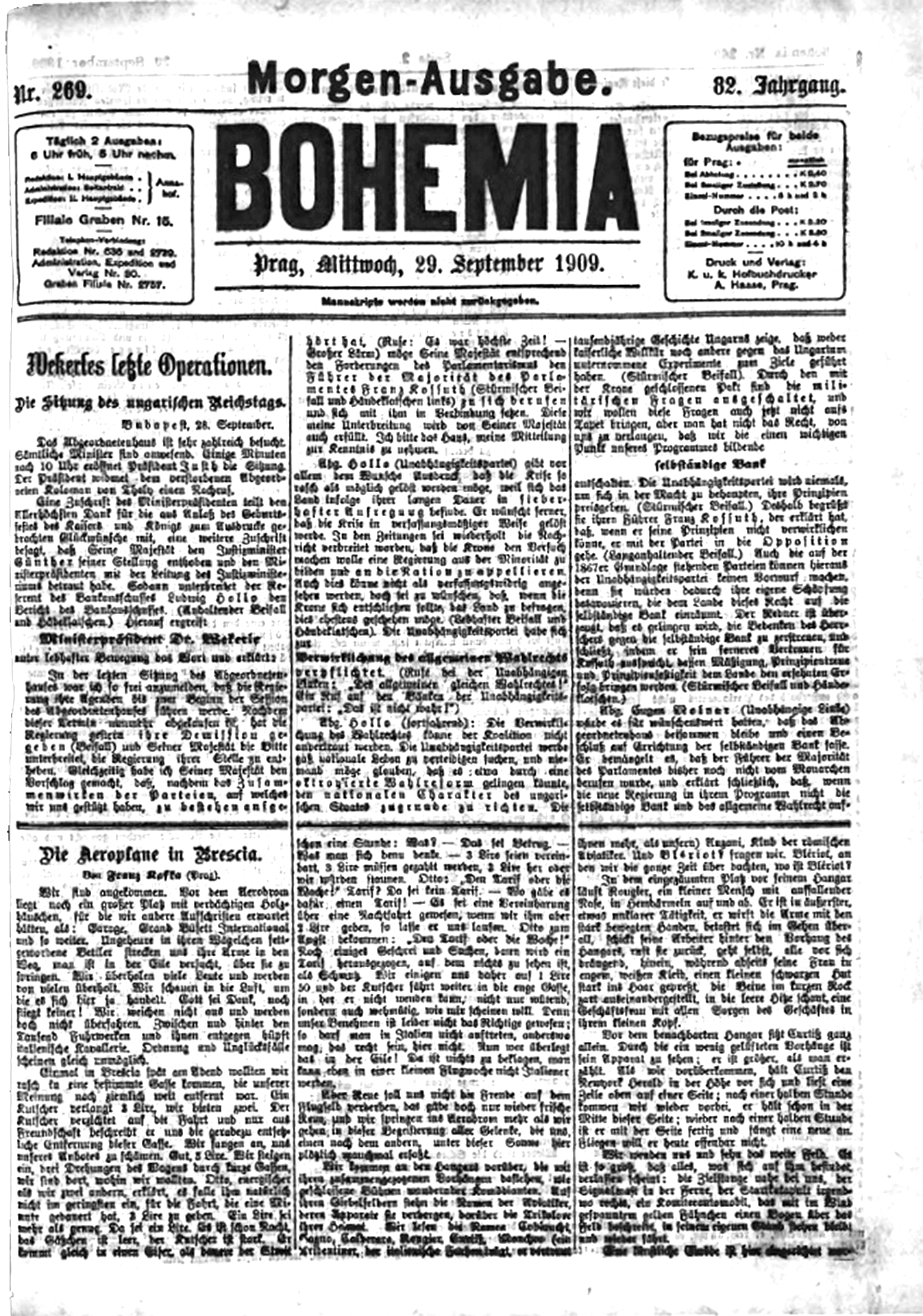
Die Morgen-Ausgabe der Bohemia vom 29. September 1909 mit Kafkas Artikel Die Aeroplane in Brescia

Die Aeroplane in Brescia ist ein Artikel von Franz Kafka, der im September 1909 in der Zeitung Bohemia erschien. Geschildert wird eine große Flugschau in der Stadt Brescia (Circuito Aereo di Brescia, die erste internationale Flugschau auf italienischem Boden). Kafka besuchte mit seinen beiden Freunden Max und Otto Brod die Schau während einer Italienreise. Der Artikel gilt als die erste Beschreibung von Flugzeugen in der deutschen Literatur.

## Inhalt

### Das Umfeld des Ereignisses
Kafka schildert die mediterrane Betriebsamkeit vor und in dem Aerodrom, die sonnendurchglühten weiten Stätten und die stimmungshebende Wirkung der südlichen Sonne. Zuschauer bei dem Spektakel sind u. a. Personen mit hochklingenden italienischen Namen, Damen, die ihre modernen, z. T. seltsamen Roben präsentieren. Auch zwei prominente Künstler sind im Publikum, nämlich Giacomo Puccini und Gabriele D’Annunzio, letzterer begleitet von seinem Übersetzer Karl Gustav Vollmoeller.

### Die Fliegerei
Es nehmen die berühmten Flieger Henri Rougier, Glenn Curtiss, Louis Blériot (der Überflieger des Ärmelkanals) und Alfred Leblanc teil. Sie bereiten sich ganz unterschiedlich auf den Start vor: Rougier ist unruhig, Curtiss sitzt allein und liest intensiv Zeitung. Bleriots Flugmaschine ist erst nach intensiven Bemühungen der Arbeiter in Gang zu bekommen. Bleriot nimmt es stoisch hin. Nun steigen die Flugzeuge auf. Bleriot hat gewisse Schwierigkeiten, landet aber heil.
Curtiss gewinnt mit einer vollkommenen Leistung den Großen Preis von Brescia. Rougier steigt weit hinauf, es scheint, bis zu den Sternen. Kafka und seine Freunde – ebenso wie das andere Publikum – brechen aber bereits auf, bevor die Flüge zu Ende sind, um einen Wagen für die Rückfahrt zu ergattern. Der himmelsstürmende Rougier, der noch seine Runden dreht, wird zwar noch bewundert, die Gesellschaft ist aber in Gedanken nicht mehr wirklich bei ihm.
Hier zeigt sich schon andeutungsweise ein späteres literarisches Thema Kafkas: die Einsamkeit des Künstlers, der entfernt und unbeachtet vom Publikum nur seiner Berufung folgt.

## Form
In diesem Artikel führt Kafka die Technik der Bewegungsdarstellung vor, die er später in Der Verschollene besonders zum Einsatz bringt. Als Koordinaten des Sehens verlieren hier Nähe und Distanz ihre Unterscheidungsmerkmale. Der Blick in die Weite des Horizonts bei der Beschreibung der in den Himmel aufsteigenden Flugzeuge lässt alle Grenzen zerfließen. Der Text ahmt eine menschliche Wahrnehmungspraxis nach, die Ruhepunkte sucht, um Bewegungseindrücke verarbeiten zu können.

## Zitate
„Die junge Frau Blériot mit mütterlichem Gesicht kommt vorüber, zwei Kinder hinter ihr. Wenn ihr Mann nicht fliegen kann, ist es ihr nicht recht, und wenn er fliegt, hat sie Angst; überdies ist ihr schönes Kleid ein bißchen schwer für diese Temperatur.“

## Ausgaben
- Franz Kafka: Drucke zu Lebzeiten. Herausgegeben von Wolf Kittler, Hans-Gerd Koch und Gerhard Neumann. Fischer Verlag, Frankfurt/Main, 1996, S. 401–412.

## Sekundärliteratur
- Peter-André Alt: Franz Kafka: Der ewige Sohn. C.H. Beck, München 2005, ISBN 978-3-406-57535-8.
- Peter-André Alt: Kafka und der Film. C.H. Beck, München 2009, ISBN 978-3-406-58748-1.
- Peter Demetz: Die Flugschau von Brescia. Kafka, d’Annunzio und die Männer, die vom Himmel fielen. Wien 2002. ISBN 978-3-552-05199-7.
- Ronald Perlwitz: Die Aeroplane in Brescia. In: Manfred Engel, Bernd Auerochs (Hrsg.): Kafka-Handbuch. Leben – Werk – Wirkung. Metzler, Stuttgart, Weimar 2010, ISBN 978-3-476-02167-0, S. 127–129.
- Joachim Unseld: Franz Kafka. Ein Schriftstellerleben. Carl Hanser Verlag, 1982, ISBN 3-446-13568-5.
- Klaus Wagenbach:  Kafka. rororo 1080, ISBN 3-499-50091-4.